# Ryan O’Neal

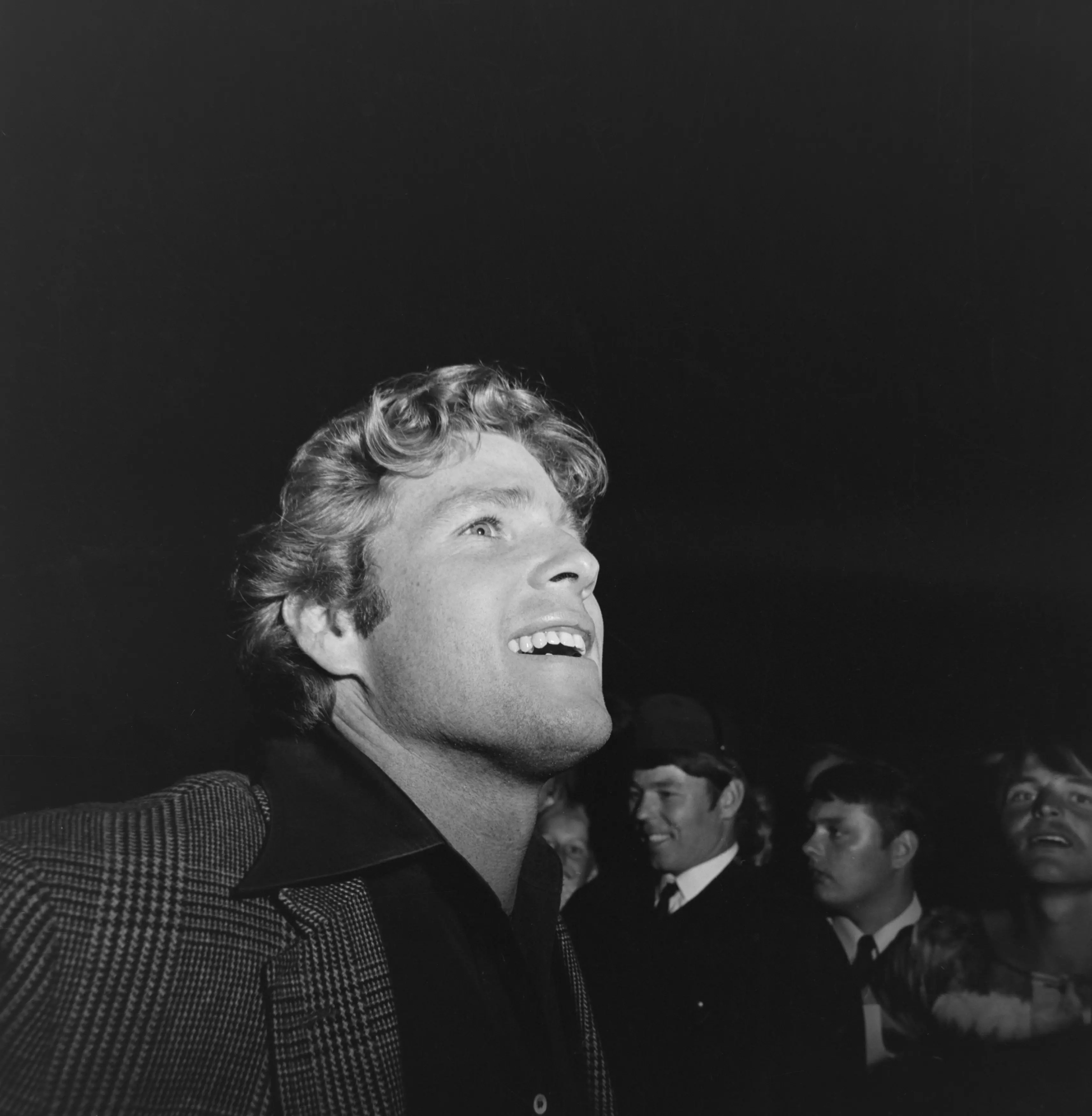
Ryan O’Neal, 1970

Charles Patrick Ryan O’Neal (* 20. April 1941 in Los Angeles, Kalifornien; † 8. Dezember 2023 ebenda) war ein US-amerikanischer Schauspieler. Er wurde in den 1970er-Jahren mit Filmen wie Love Story, Is’ was, Doc?, Paper Moon und Barry Lyndon bekannt und zählte in dieser Zeit zu den erfolgreichsten Hollywood-Stars.
Bekannte deutsche Synchronsprecher O’Neals waren unter anderem Randolf Kronberg, Elmar Wepper und Jörg Pleva.

## Leben

### Kindheit und Jugend
Ryan O’Neal war der älteste Sohn des Schriftstellers und Drehbuchautors Charles „Blackie“ O’Neal (1904–1996) und dessen Ehefrau, der Schauspielerin Patricia O’Callaghan (1907–2003). Die Familie wechselte oft den Wohnsitz, und er wuchs unter anderem in Mexiko, England und Deutschland auf. In West Los Angeles besuchte O’Neal die University High School, trainierte als Amateurboxer und jobbte als Strandwächter.
Danach besuchte er die Munich American High School in München, wo seine Eltern an der amerikanischen Fernsehserie Tales of the Vikings (1959) arbeiteten. Nach einem ersten Job in Geiselgasteig als Lichtdouble wurde er mit 17 Jahren für die Serie als Statist und Stuntman engagiert.

### Karriere

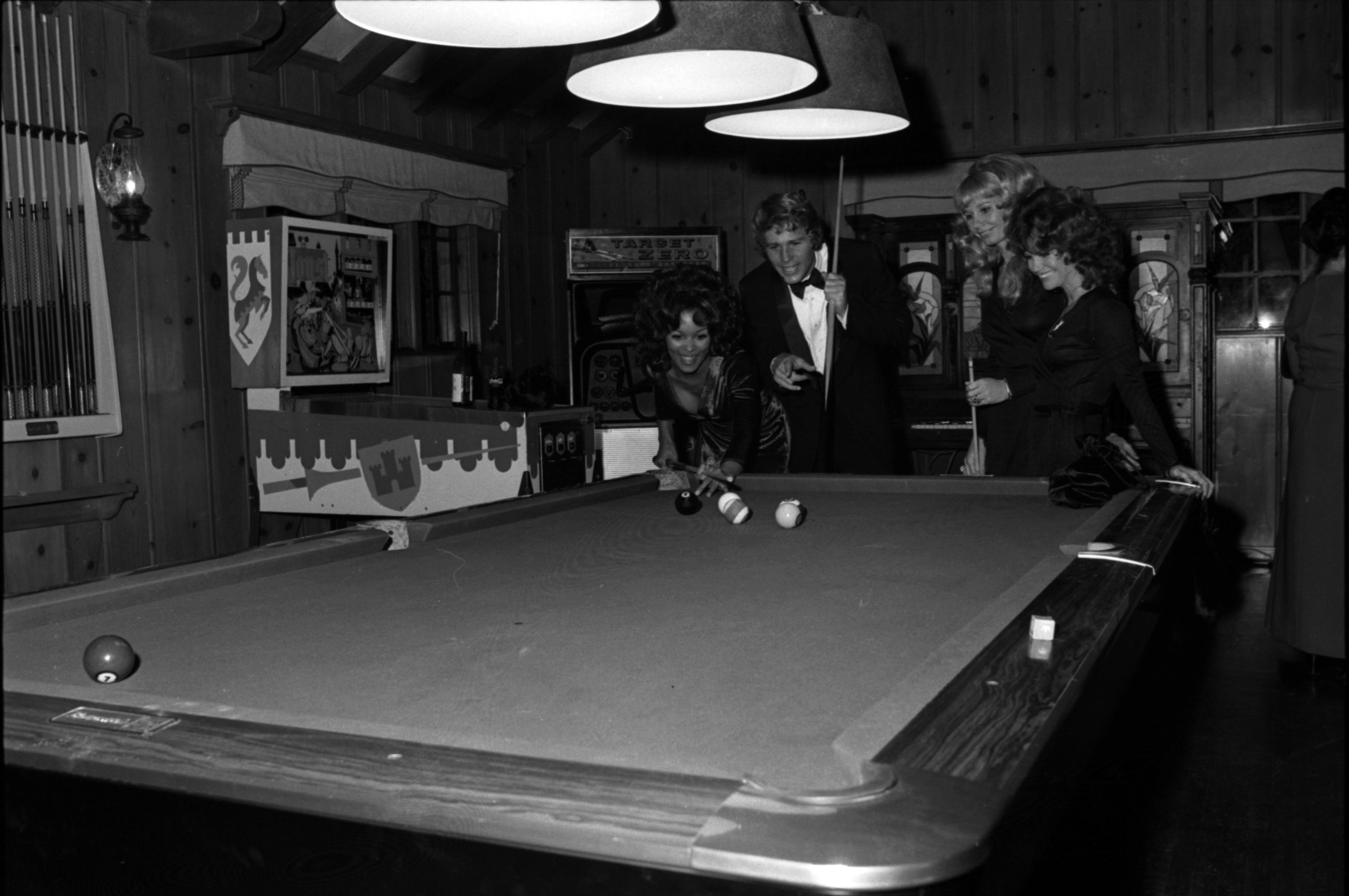
O’Neal umgeben von Playmates in Hugh Hefners Playboy Mansion (1971)

Zurück in den Vereinigten Staaten trat O’Neal ab Anfang der 1960er-Jahre in diversen Fernsehserien als Gastdarsteller in Erscheinung. Durch die Seifenoper Peyton Place (1964–1969), in der er als Rodney Harrington eine der größeren Rollen innehatte, wurde O’Neal einem breiten Publikum bekannt. Sein Kinodebüt gab er 1969, gleich in einer Hauptrolle, in Nancy, ein eiskaltes Playgirl an der Seite seiner Peyton Place-Mitdarstellerin Leigh Taylor-Young.
Seinen Durchbruch zum Kinostar feierte O’Neal 1970 in dem Melodram Love Story an der Seite von Ali MacGraw. Der Film wurde überraschend zum kommerziell erfolgreichsten Film des Jahres, und O’Neal wurde 1971 für seine schauspielerische Leistung für den Oscar als bester Hauptdarsteller nominiert. Großen Erfolg hatte er ebenfalls neben Barbra Streisand als weltfremder Musikwissenschaftler in der Screwball-Komödie Is’ was, Doc? (1972) unter Regie von Peter Bogdanovich. In beiden Filmen wirkte in Nebenrollen auch sein vier Jahre jüngerer Bruder Kevin mit. 1973 folgt die Rolle des Trickbetrügers Moses Pray in Bogdanovichs Paper Moon, in dem auch seine damals zehnjährige Tochter Tatum O’Neal mitspielte, die hierfür den Oscar gewann.
In den 1970er-Jahren galt Ryan O’Neal als einer der großen Filmstars Hollywoods. Zu seinen bekanntesten Darstellungen zählen der im 18. Jahrhundert lebende Schwindler in Stanley Kubricks Historienfilm Barry Lyndon (1975) und der namenlose Fluchtwagenfahrer in Walter Hills Thriller Driver (1978). Anfang der 1980er-Jahre geriet seine Karriere ins Stocken. Nach einigen Flops erhielt er keine Kinoangebote mehr und wirkte stattdessen in einer Reihe von Fernsehfilmen mit. 
In den Jahren zwischen 2005 und 2017 wirkte er an der Fernsehserie Bones – Die Knochenjägerin in einer wiederkehrenden Rolle als Vater der Titelfigur mit; nach dem Ende von Bones trat er nicht mehr vor die Kamera. Von 2015 bis 2016, 45 Jahre nachdem der Film Love Story in die Kinos gekommen war, tourte O’Neal mit seiner damaligen Schauspielkollegin Ali MacGraw mit A. R. Gurneys Bühnenstück Love Letters durch die USA. Im Februar 2021 wurde er mit einem Stern auf dem Hollywood Walk of Fame in der Kategorie Film geehrt.

### Familie
Im Jahr 1963 heiratete Ryan O’Neal die Schauspielerin Joanna Moore. Die Ehe, der seine beiden ältesten Kinder Tatum (1963) und Griffin (1964) entstammen, wurde 1967 geschieden. Im selben Jahr heiratete er Leigh Taylor-Young, die Mutter seines zweiten Sohnes. 1973 wurde auch diese Ehe geschieden. 1979 begannen er und Farrah Fawcett, die zu diesem Zeitpunkt noch mit Lee Majors verheiratet war, eine Beziehung, aus der 1985 sein dritter Sohn Redmond James Fawcett O’Neal hervorging. 1997 trennten sich O’Neal und Fawcett.
Im Jahr 2001 erkrankte er an Leukämie, und das Paar kam sich wieder näher. O’Neal hatte 2009 angekündigt, die ebenfalls schwer erkrankte Fawcett heiraten zu wollen; sie starb jedoch drei Tage später. 2012 berichtete er, dass bei ihm Prostatakrebs diagnostiziert worden sei.
Das Verhältnis zu seiner Tochter Tatum war über mehrere Jahre hinweg von Spannungen geprägt; zu einer Wiederannäherung kam es ab 2009. Er geriet auch mehrmals wegen seiner Beziehungen zu zwei seiner Söhne in die Schlagzeilen; in diesem Zusammenhang wurden alle Beteiligten mehrfach festgenommen.
Ryan O’Neal starb im Dezember 2023 im Alter von 82 Jahren in Los Angeles an einer Herzinsuffizienz.

## Filmografie (Auswahl)
- 1960: The Many Loves of Dobie Gillis (Fernsehserie, Folge 1x17)
- 1960: Die Unbestechlichen (The Untouchables, Fernsehserie, Folge 2x02)
- 1961: Am Fuß der blauen Berge (Laramie, Fernsehserie, Folge 2x27)
- 1961: Erwachsen müßte man sein (Leave It to Beaver, Fernsehserie, Folge 5x01)
- 1962: Meine drei Söhne (My Three Sons, Fernsehserie, Folge 2x33)
- 1962–1963: Empire (Fernsehserie, 31 Folgen)
- 1963: Die Leute von der Shiloh Ranch (The Virginian, Fernsehserie, Folge 2x06)
- 1964: Perry Mason (Fernsehserie, Folge 7x17)
- 1964–1969: Peyton Place (Fernsehserie, 423 Folgen)
- 1969: Nancy, ein eiskaltes Playgirl (The Big Bounce)
- 1970: Love Story
- 1971: Missouri (The Wild Rovers)
- 1972: Is’ was, Doc? (What’s Up, Doc?)
- 1973: Webster ist nicht zu fassen (The Thief Who Came to Dinner)
- 1973: Paper Moon
- 1975: Barry Lyndon
- 1976: Klapperschlangen beißen nicht (Nickelodeon)
- 1977: Die Brücke von Arnheim (A Bridge Too Far)
- 1978: Driver (The Driver)
- 1978: Oliver’s Story
- 1979: Was, du willst nicht? (The Main Event)
- 1981: Das Condor-Komplott (Green Ice)
- 1981: Der ausgeflippte Professor (So Fine)
- 1982: Zwei irre Typen auf heißer Spur (Partners)
- 1984: Triple Trouble (Irreconcilable Differences)
- 1985: Jackpot (Fever Pitch)
- 1987: Harte Männer tanzen nicht (Tough Guys Don’t Dance)
- 1989: Ein himmlischer Liebhaber (Chances Are)
- 1989: Schrei am Abgrund (Small Sacrifices, Miniserie)
- 1991: Good Sports (Fernsehserie, 15 Folgen)
- 1992: Kein Engel auf Erden (The Man Upstairs, Fernsehfilm)
- 1995: (K)ein Vater gesucht (Man of the House)
- 1996: Der Hochzeitstag (Faithful)
- 1998: Fahr zur Hölle Hollywood (An Alan Smithee Film: Burn Hollywood Burn)
- 1998: Zero Effect
- 1999: Coming Soon – Kommt sie, kommt sie nicht? (Coming Soon)
- 2000: Schnelles Geld (The Gentleman Bandit)
- 2000: The List – Verführt ... Verraten ... Verfolgt (The List)
- 2001: Torus – Das Geheimnis aus einer anderen Welt (Epoch, Fernsehfilm)
- 2002: Im inneren Kreis (People I Know)
- 2003: Kate Fox & die Liebe (Miss Match, Fernsehserie, 18 Folgen)
- 2003: Malibu’s Most Wanted
- 2005: Desperate Housewives (Fernsehserie, Folge 1x13 Your Fault)
- 2006–2017: Bones – Die Knochenjägerin (Bones, Fernsehserie, 24 Folgen)
- 2010: 90210 (Fernsehserie, 3 Folgen)
- 2012: Slumber Party Slaughter
- 2015: Knight of Cups

## Auszeichnungen
- 1970: David di Donatello in der Kategorie Bester ausländischer Darsteller für Love Story
- 1971: Nominierung für den Oscar in der Kategorie Bester Hauptdarsteller für  Love Story
- 1971: Nominierung für den Golden Globe in der Kategorie Bester Hauptdarsteller – Drama für Love Story
- 1972: Goldener und Silberner Bravo Otto der deutschen Jugendzeitschrift Bravo (Frühjahr und Herbst)
- 1974: Nominierung für den Golden Globe in der Kategorie Bester Hauptdarsteller – Komödie oder Musical für Paper Moon
- 1988: Nominierung für die Goldene Himbeere in der Kategorie Schlechtester Schauspieler für Harte Männer tanzen nicht
- 1990: Nominierung für die Goldene Himbeere in der Kategorie Schlechtester Schauspieler des Jahrzehnts
- 1999: Nominierung für die Goldene Himbeere in der Kategorie Schlechtester Schauspieler für Fahr zur Hölle Hollywood
- 2005: Nominierung für die Goldene Himbeere in der Kategorie Ehrenpreis für den am häufigsten nominierten Schauspieler ohne Auszeichnung